# Notte di fortuna
Notte di fortuna è un film del 1941 diretto da Raffaello Matarazzo, che costituisce la prima pellicola della lunga filmografia di Peppino De Filippo nella quale egli lavorò senza il fratello Eduardo. È considerato perduto, come peraltro diverse altre opere di Matarazzo degli anni trenta e quaranta.

## Trama
Biagio, modesto commesso di una farmacia di un piccolo paese di campagna, ha una relazione con la sorella del farmacista, ma lei lo lascia. Depresso, per consolarsi accetta l'invito di recarsi a Sanremo fattogli da uno stravagante milionario e là, attirato dal miraggio di fare fortuna, si reca al Casinò. E la fortuna in effetti lo assiste poiché in una notte vince al baccarat la somma favolosa di 900.000 lire.
Poi però, per soddisfare le richieste di una misteriosa donna incontrata al Casinò di cui si è invaghito, Biagio gioca ancora e in questo modo finisce per perdere tutta la vincita. Quando torna a casa, i suoi compaesani, che hanno saputo dai giornali della sua favolosa fortuna, ma non della successiva perdita, lo accolgono trionfalmente. La verità viene a galla e tutti quelli che prima lo avevano adulato gli voltano le spalle.
Quando tutto sembra perduto, la donna che è stata causa della sua rovina lo raggiunge al paese portando con sé una preziosa collana, che era stata acquistata con parte della vincita, e che è rimasto l'unico bene di valore salvatosi dalla successiva rovina. Alla fine dell'avventura, sarà dunque quel piccolo capitale che permetterà ai due di sposarsi e di rientrare in una vita serena e tranquilla.

## Realizzazione del film
Trattandosi di una pellicola irreperibile, le informazioni sul film sono desumibili solo dagli articoli apparsi sui periodici del tempo. Notte di fortuna fu prodotto negli stabilimenti della ‘'Titanus'’ tra la fine del 1940 e l'inizio del 1941, ed uscì poi nelle sale cinematografiche nella tarda primavera del 1941. Fu la prima pellicola nella quale Peppino De Filippo lavorò da solo, cioè senza la compresenza del fratello Eduardo, nonché una delle poche da lui interpretate nel periodo anteguerra che non derivasse da un testo teatrale.
L'attore ricorderà con simpatia questa esperienza: «Era un bel film - ha dichiarato quasi quarant'anni dopo - comico, e mi meraviglio che non l'abbiano mai rimesso in giro, un film comicissimo, con delle scene riuscitissime, ed una Leda Gloria bellissima». Anche l'attrice confermerà questo piacevole ricordo: «Vi ho fatto la parte più comica di tutta la mia carriera artistica, una avventuriera (che) balla sui tavoli, tutta "frufru"; con Peppino De Filippo ci siamo divertiti tanto ».

## Accoglienza

### Critica
Commenti contemporanei. Notte di fortuna, seppur nei limiti della sua natura farsesca, ebbe accoglienze di simpatia da parte della critica, che comunque concentrò le proprie lodi sull'interpretazione di Peppino De Filippo. Infatti, secondo il settimanale Film «il film riesce per merito esclusivo di Peppino De Filippo, il quale si é finalmente deciso ad adottare per il cinematografo quelle sue personalissime ed inconfondibili risorse comiche che hanno fatto la sua fortuna teatrale». Dello stesso tenore il commento di Cinema, che definì quella di De Filippo «la migliore interpretazione per lo schermo del fortunato attore. Ha creato una figura che ancora non era stata sfruttata, come negli altri suoi film, dall'abituale teatro». Apprezzamento anche per la regia «intelligente e con sapiente senso di misura». 

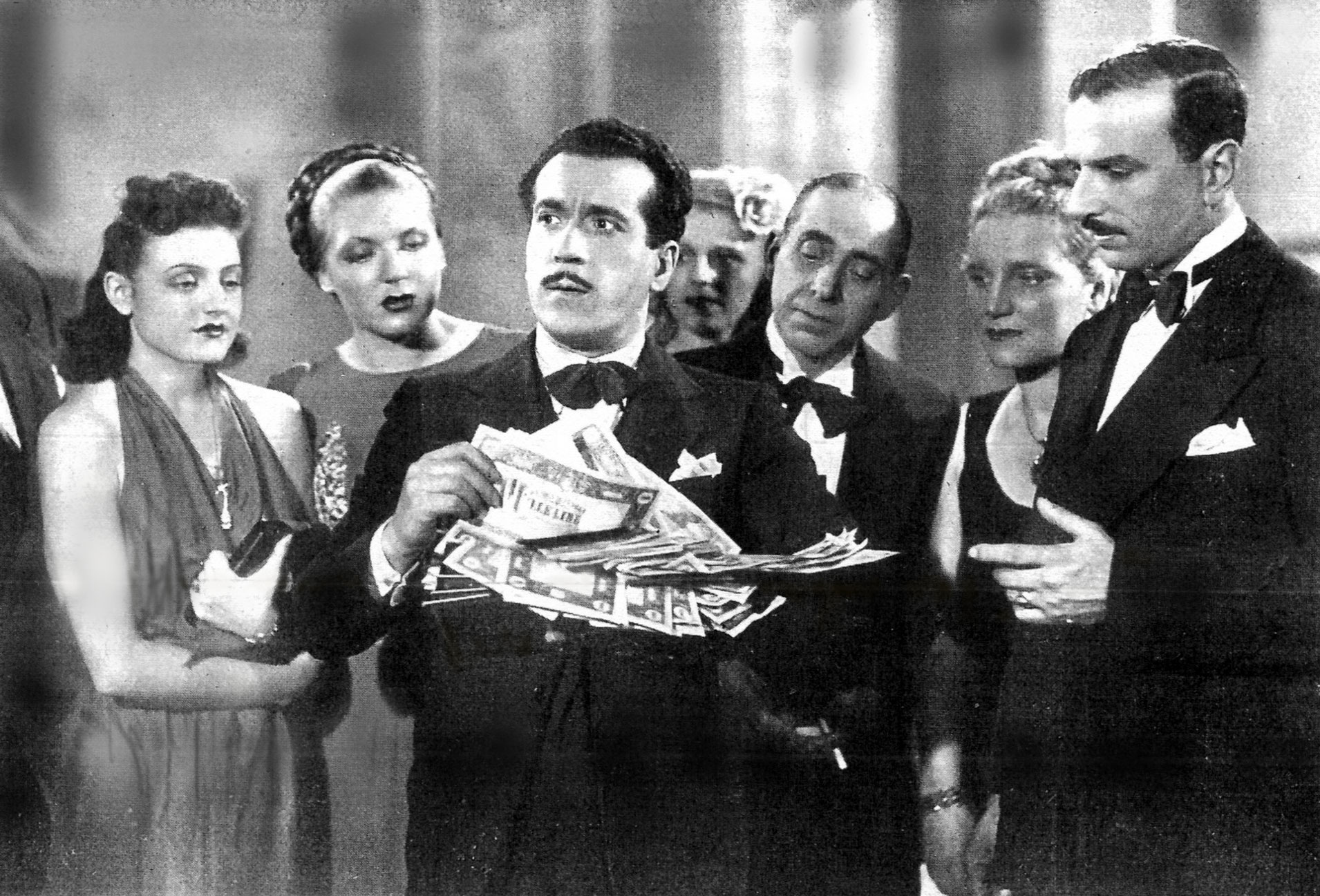
Peppino De Filippo nel momento dell'insperata e provvisoria ricchezza. La critica del tempo lodò unanimemente la sua interpretazione del film di Matarazzo, il primo nel quale non era assieme al fratello Eduardo

Secondo il quotidiano La Tribuna «mentre è facile immaginare Peppino De Filippo commesso di farmacia diviso tra le grazie mature della sorella del suo principale e gli stimoli di un formidabile appetito, un po' stupido ed un po' furbo (...) non è altrettanto facile immaginarlo alle prese col demone del gioco», tuttavia «Notte di fortuna, ricco di trovate farsesche e di un finale riuscito, merita di essere visto».
Anche il Corriere della Sera espresse qualche riserva sulla prestazione di De Filippo: «Si dà da fare ed è spesso divertente, ma lo sarebbe stato molto di più se, rinunciando a certe intenzioni charlottiane male espresse, si fosse attenuto a quel casalingo realismo che, almeno al cinema, è la sua vera strada», ma non il film nel suo complesso, definita «una comica farsetta, piuttosto ingenuamente immaginata (...). Matarazzo ha diretto alla meglio (ma) entro i limiti di una produzione affrettata e di una fotografia per nulla brillante». Di analogo tenore il commento di Francesco Pasinetti che riconobbe come «nonostante tutto in Notte di fortuna vi sono sequenza degne di nota: viene spontaneo chiedere perché l'ingegno di Matarazzo debba essere applicato all'esecuzione di opere affrettate come questa».
Meno positivi i commenti che apparvero su alcuni quotidiani. Da La Stampa, che definì sbrigativamente il film una «piacevole novelletta senza pretese», al Messaggero, secondo il quale «quel tanto di patetico e di umano che la storia ed il personaggio potevano mostrare è rimasto, come suol dirsi, nella penna degli autori. Procedimento semplicistico, non privo, comunque di qualche irresistibile effetto».
Commenti successivi. Successivamente Notte di fortuna non ha suscitato, anche a causa della sua irreperibilità, particolare attenzione se non per evidenziare, anche dopo diverso tempo, i meriti di De Filippo. Così il Mereghetti lo definisce «farsa non originalissima, ma con una gran prova di Peppino De Filippo». Anche il commento di Angela Prudenzi, autrice della (finora) unica monografia dedicata al regista romano, è dello stesso avviso, pur limitando a poche righe la menzione del film.

### Risultato commerciale
In base ai dati disponibili, Notte di fortuna non registrò un significativo riscontro economico, in quanto avrebbe incassato circa 1.700.000 lire dell'epoca, risultato ben lontano non soltanto dai "campioni di incasso" del 1941 (la versione dei Promessi sposi di Camerini oltrepassò i 18 milioni), ma anche dalla maggioranza degli altri film usciti in quell'anno.